# Västerås Rönnby IBK
Der Västerås Rönnby IBK ist ein schwedischer Sportverein aus der Stadt Västerås. Die Damenmannschaft gehört zu den erfolgreichsten Mannschaften in der Geschichte des schwedischen Unihockey.

## Geschichte
Der Verein wurde am 27. Mai 1992 im Stadtteil Rönnby in Västerås gegründet, der dem Verein zugleich den Namen gab.
1993/94 spielte Rönnby Västerås erstmals in der höchsten schwedischen Liga. Nach nur einer Saison stieg man als Zweitletzter in einer der sechs Divisionen ab. Ein Jahr später spielte man wieder in der höchsten Spielklasse. 1989/99 gelang es der Damenmannschaft, in das Halbfinale einzuziehen, wo man aber am IBF Falun scheiterte. Bis 2005 qualifizierte sich die Mannschaft immer für das Viertelfinale der Meisterschaft. Im Frühjahr 2006 stand Rönnby erstmals im Finale der Svenska Superligan, welches gegen die Universitätsmannschaft IKSU verloren ging. Ein Jahr später revanchierte sich Rönnby im Finale der SSL an IKSU: Man konnte mit einem 4:3-Sieg nach Penalty-Schießen vor 10.092 Zuschauern erstmals einen Titel feiern. In der darauffolgenden Saison schloss man die Saison auf dem vierten Schlussrang ab. Wiederum ein Jahr später schloss man auf dem dritten Rang ab. 2010 zog die Mannschaft zum dritten Mal in das Finale der höchsten schwedischen Liga ein. Der Gegner war erneut IKSU, welchen man mit 7:6 nach Penalty-Schießen bezwingen konnte. In den folgenden zwei Spielzeiten beendete man die Saison auf dem vierten Rang. 2012/13 qualifizierte man sich erneut für das Finale der SSL. Gegner war wie in den bisherigen Finalteilnahmen IKSU. Mit einem 4:3-Sieg sicherte man sich die dritte Meisterschaft. Mit dem Gewinn der Meisterschaft qualifizierte man sich automatisch für den Champions Cup, welchen die Mannschaft gewinnen konnte. In der Meisterschaft der Saison 2013/14 kam man bis in das Halbfinale, wo man an KAIS Mora IF scheiterte. Ein Jahr später spielte man gegen KAIS Mora IF das SSL-Final. Bei der fünften Finalteilnahme unterlagen sie Tigern KAIS Mora IF mit 5:3. In der Spielzeit 2015/16 schied man bereits im Viertelfinale gegen Endre IF aus. In der folgenden Saison musste man die Kristiansborgshallen, die bisherige Heimstätte, verlassen, da sie nicht mehr den Ansprüchen der Liga genügte. Man wechselte daraufhin in die Bombardier Arena. Im Viertelfinale unterlag man dem amtierenden Meister Pixbo Wallenstam IBK.
Nach der Saison entschied der Verein, den Verein in Västerås Rönnby IBK umzubenennen.

## Spielstätte
Die ersten Mannschaften des IBK spielen in der Västerås Arena in Västerås. Die Halle hat eine Kapazität von 1800 Personen.

## Statistiken

### Zuschauer
| Jahr    | Liga               | ø   |
| ------- | ------------------ | --- |
| 2014/15 | Svenska Superligan | 314 |
| 2015/16 | Svenska Superligan | 244 |
| 2016/17 | Svenska Superligan | 230 |

### Topscorer
| Jahr    | Liga               | Name              | Sp | T  | A  | P  |
| ------- | ------------------ | ----------------- | -- | -- | -- | -- |
| 2014/15 | Svenska Superligan | Madelene Backlund | 25 | 41 | 40 | 81 |
| 2015/16 | Svenska Superligan | Linnéa Nilsson    | 26 | 23 | 8  | 31 |
| 2016/17 | Svenska Superligan | My Kippilä        | 29 | 11 | 28 | 39 |